# Cascuda
Cascuda es el nombre de una variedad cultivar de manzano (Malus domestica). Esta manzana es originaria de Galicia, está cultivada en la colección de árboles frutales y banco de germoplasma de Mabegondo con el N.º 78; ejemplares procedentes de esquejes localizados en Puentedeume, parroquia del municipio de Puentedeume (La Coruña).

## Sinónimos
- "Manzana Cascuda",[4][5]
- "Maceira Cascuda".

## Características
El manzano de la variedad 'Cascuda' tiene un vigor vigoroso, productivo. Tamaño grande y porte erguido.
Época de inicio de brotación a partir del 21 de abril y de floración a partir de 7 de mayo.
Las hojas tienen una longitud del limbo de tamaño corto, con la máxima anchura del limbo estrecha. Longitud de las estípulas es desconocido y la máxima anchura de las estípulas es desconocido. Denticulación del borde del limbo es serrado, con la forma del ápice del limbo cuspidado y la forma de la base del limbo es agudo. Con subestípulas ausentes.
Sus flores tienen una longitud de los pétalos corta, anchura de los pétalos es estrecha, disposición de los pétalos en contacto entre sí, con una longitud del pedúnculo corta.
La variedad de manzana 'Cascuda' tiene un fruto de tamaño medio, de forma plana-globosa, de color rojo, con chapa completa, e intensidad fuerte. Epidermis de textura suave, sin pruina en su superficie, y con presencia de cera débil. Sensibilidad al "russeting" (pardeamiento áspero superficial que presentan algunas variedades) muy poco sensible. Con lenticelas de tamaño grande.
Los sépalos están dispuestos completamente replegados, y libres en su base; su fosa calicina es desconocido. Pedúnculo de grosor desconocido y de longitud desconocido, siendo la cavidad peduncular de una profundidad desconocido y de anchura desconocido. Con pulpa de color desconocido, cuya firmeza es desconocido y textura desconocido; su jugosidad es desconocido con sabor de acidez desconocido, y aroma desconocido.
Época de maduración y recolección desconocido. 'Cascuda' es una manzana que su destino es la conservación de esta variedad en el banco de germoplasma de Mabegondo como reserva genética.

## Susceptibilidades
- Oidio: ataque débil
- Moteado: ataque débil
- Raíces aéreas: no presenta
- Momificado: no presenta
- Pulgón lanígero: no presenta
- Pulgón verde: ataque débil
- Araña roja: no presenta
- Chancro del manzano: no presenta[3]